# 青森県立鶴田高等学校
青森県立鶴田高等学校（あおもりけんりつ つるたこうとうがっこう, Aomori Prefectural Tsuruta High School）は、青森県北津軽郡鶴田町大字鶴田字小泉にあった県立の高等学校。略称は「鶴高」（つるこう）。

## 概要
歴史
1951年（昭和26年）に設置された「青森県板柳高等学校六郷分校」を前身とする。分校の統合により、1963年（昭和38年）に「青森県立五所川原高等学校鶴田分校」となり、1974年（昭和49年）に独立し、現校名となった。2011年（平成23年）に創立60周年を迎えた。
設置課程・学科
全日制課程 普通科 - 2年次より普通コースと国際教養コースに分かれる。
校訓
「誠実・自律・力行」
学校標語
「師弟和熟」
校章
二羽の鶴が寄り添ってはばたく姿を図案化したものを背景にして、中央に「高」の文字を置いている。
校歌
作詞は山下正義、作曲は本間雅夫による。歌詞は3番まであり、各番に校名の「鶴田高校」が登場する。

## 沿革
分校時代
- 1951年（昭和26年）10月1日 - 「青森県板柳高等学校六郷分校」が設置される。
  - 北津軽郡六郷村立六郷中学校に併置の形をとる。昼間定時制（女子）、夜間定時制（男女）普通課程を設置。
- 1952年（昭和27年）6月1日 - 「青森県立五所川原高等学校水元分校」が設置される。
  - 西津軽郡水元村立水元小学校に併置の形をとる。昼間定時制（女子別科）、夜間定時制（男女ともに）普通課程を設置。
- 1957年（昭和32年）4月1日 - 「青森県立五所川原高等学校水元分校鶴田分室」が設置される。
  - 北津軽郡鶴田町立鶴田小学校に併置の形をとる。昼間定時制（女子）、夜間定時制（男女）短期（2年）課程を設置。

分校統合
- 1960年（昭和35年）4月1日 - 板柳高等学校六郷分校と五所川原高等学校水元分校鶴田分室が統合される。
  - 「青森県立板柳高等学校鶴田分校」と改称。鶴田小学校に併置される。
- 1961年（昭和36年）4月1日 - 鶴田町が役場庁舎を新築移転したため、校舎を鶴田小学校から旧役場庁舎に移転。
- 1963年（昭和38年）4月1日 - 板柳高等学校鶴田分校と五所川原高等学校水元分校が統合される。
  - 「青森県立五所川原高等学校鶴田分校」と改称。
- 1966年（昭和41年）4月1日 - 分校の設置者が鶴田町から青森県に移管される。旧・鶴田町立鶴田小学校校舎に移転。夜間定時制の生徒募集を停止。
- 1970年（昭和45年）4月1日 - 定時制課程から全日制課程に転換。
- 1973年（昭和48年）3月31日 - 定時制課程を廃止。

独立
- 1974年（昭和49年）
  - 4月1日 - 青森県立五所川原高等学校から分離し、「青森県立鶴田高等学校」（現校名）として独立。
  - 11月8日 - 独立記念式典を挙行。
- 1975年（昭和50年）3月1日 - 独立後初の卒業式を挙行。
- 1978年（昭和53年）8月31日 - 鶴田町大字小泉地内（現在地）に新校舎が完成。
- 1979年（昭和54年）7月27日 - 第2体育館が完成。
- 1983年（昭和58年）10月24日 - 星雲館（生徒会館）が完成。
- 1992年（平成4年）
  - 4月1日 - 普通科に国際教養コースを設置。
  - 5月28日 -  米国オレゴン州フッドリバーバレー高校と姉妹校を締結。
- 1994年（平成6年）3月26日 - 姉妹校フッドリバーバレーハイスクールへ生徒・教師親善訪問。
  - 以後2000年（平成12年）まで毎年3月下旬に生徒・教師親善訪問を実施。
- 2001年（平成13年）10月1日 創立50周年記念式典挙行。
- 2002年（平成14年）3月29日 - トレーニングマシーンを設置。
- 2003年（平成15年）2月17日 - 生徒棟の大規模改修を実施。
- 2004年（平成16年）1月30日 - 管理棟の大規模改修を実施。
- 2021年（令和3年）3月 - 五所川原工業高校（統合後は「五所川原工科高校」と改称）への統合により、募集停止[1]。
- 2023年（令和5年）
  - 3月1日 - 最後の卒業式挙行。最後の卒業生は28名[2]。
  - 3月31日 - 閉校[3]。

なお、本校閉校後、土地と建物は鶴田町に無償譲渡されることになり、学校法人下山学園と鶴田町は五所川原商業高等学校を当地に移転することで合意した。2023年4月10日に学校法人下山学園は鶴田町との間で旧青森県立鶴田高等学校の土地・建物の使用貸借契約を締結し、翌4月11日に移転した。

## 部活動
運動部
- 硬式野球部
- 弓道部
- バレーボール部
- バドミントン部
- テニス部
- バスケットボール部

文化部
- JRC部
- 商業研究部
- 合唱部

同好会・愛好会
- バレーボール同好会
- ESS同好会（English Speaking Society）
- 茶道同好会
- イラスト文芸愛好会
- 陸上愛好会

## 交通アクセス
- JR東日本五能線陸奥鶴田駅から、徒歩約820m・徒歩約13分（駅地下連絡通路を通った場合）。
- 弘南バス五所川原 - 弘前線「鶴田駅通り」バス停下車後、徒歩約1040m・約16分（陸奥鶴田駅地下連絡通路を通った場合）。
  - 2006年11月30日までは、五所川原 - 鶴田線（横萢経由）「鶴田高校通り」バス停下車後、徒歩約590m・約9分だった。